# NGC 1150
NGC 1150 ist eine Linsenförmige Galaxie vom Hubble-Typ S0 im Sternbild Eridanus am Südsternhimmel. Sie ist schätzungsweise 397 Millionen Lichtjahre von der Milchstraße entfernt und hat einen Durchmesser von etwa 105.000 Lichtjahren. Vermutlich bildet sie gemeinsam mit NGC 1151 ein gebundenes Galaxienpaar.
Im selben Himmelsareal befinden sich u. a. die Galaxien NGC 1157, NGC 1158, IC 276, IC 1866.
Das Objekt wurde am  31. Dezember 1885 von Francis Leavenworth entdeckt.